# Valcabado
Valcabado è un comune spagnolo di 340 abitanti situato nella comunità autonoma di Castiglia e León.